# Touvérac
Touvérac és un municipi francès situat al departament del Charente i a la regió de la Nova Aquitània. L'any 2007 tenia 726 habitants.

## Demografia

### Població
El 2007 la població de fet de Touvérac era de 726 persones. Hi havia 242 famílies de les quals 64 eren unipersonals (32 homes vivint sols i 32 dones vivint soles), 91 parelles sense fills, 75 parelles amb fills i 12 famílies monoparentals amb fills.
La població ha evolucionat segons el següent gràfic:
Habitants censats

### Habitatges
El 2007 hi havia 267 habitatges, 241 eren l'habitatge principal de la família, 20 eren segones residències i 6 estaven desocupats. 251 eren cases i 15 eren apartaments. Dels 241 habitatges principals, 191 estaven ocupats pels seus propietaris, 44 estaven llogats i ocupats pels llogaters i 5 estaven cedits a títol gratuït; 18 tenien dues cambres, 23 en tenien tres, 58 en tenien quatre i 142 en tenien cinc o més. 195 habitatges disposaven pel capbaix d'una plaça de pàrquing. A 107 habitatges hi havia un automòbil i a 119 n'hi havia dos o més.

### Piràmide de població
La piràmide de població per edats i sexe el 2009 era:
| Homes | Edats   | Dones |
| ----- | ------- | ----- |
| 0     | 95 o +  | 4     |
| 4     | 90 a 94 | 12    |
| 12    | 85 a 89 | 16    |
| 4     | 80 a 84 | 4     |
| 16    | 75 a 79 | 20    |
| 24    | 70 a 74 | 20    |
| 32    | 65 a 69 | 8     |
| 20    | 60 a 64 | 12    |
| 4     | 55 a 59 | 16    |
| 8     | 50 a 54 | 8     |
| 36    | 45 a 49 | 12    |
| 20    | 40 a 44 | 20    |
| 24    | 35 a 39 | 36    |
| 12    | 30 a 34 | 16    |
| 8     | 25 a 29 | 8     |
| 0     | 20 a 24 | 8     |
| 16    | 15 a 19 | 12    |
| 20    | 10 a 14 | 16    |
| 12    | 5 a 9   | 16    |
| 16    | 0 a 4   | 20    |

## Economia
El 2007 la població en edat de treballar era de 362 persones, 244 eren actives i 118 eren inactives. De les 244 persones actives 226 estaven ocupades (122 homes i 104 dones) i 18 estaven aturades (9 homes i 9 dones). De les 118 persones inactives 45 estaven jubilades, 27 estaven estudiant i 46 estaven classificades com a «altres inactius».

### Ingressos
El 2009 a Touvérac hi havia 244 unitats fiscals que integraven 582 persones, la mediana anual d'ingressos fiscals per persona era de 14.521 €.

### Activitats econòmiques
Dels 36 establiments que hi havia el 2007, 3 eren d'empreses de fabricació d'altres productes industrials, 8 d'empreses de construcció, 11 d'empreses de comerç i reparació d'automòbils, 3 d'empreses d'hostatgeria i restauració, 1 d'una empresa financera, 1 d'una empresa immobiliària, 5 d'empreses de serveis, 1 d'una entitat de l'administració pública i 3 d'empreses classificades com a «altres activitats de serveis».
Dels 12 establiments de servei als particulars que hi havia el 2009, 3 eren tallers de reparació d'automòbils i de material agrícola, 2 paletes, 2 fusteries, 1 lampisteria, 1 empresa de construcció, 1 veterinari i 2 restaurants.
Dels 4 establiments comercials que hi havia el 2009, 1 era un supermercat, 1 una botiga de roba i 2 floristeries.
L'any 2000 a Touvérac hi havia 24 explotacions agrícoles que ocupaven un total de 700 hectàrees.

## Equipaments sanitaris i escolars
L'únic equipament sanitari que hi havia el 2009 era un hospital de tractaments de mitja durada (seguiment i rehabilitació).
El 2009 hi havia una escola elemental integrada dins d'un grup escolar amb les comunes properes formant una escola dispersa.

## Poblacions més properes
El següent diagrama mostra les poblacions més properes.